# 부비얀섬

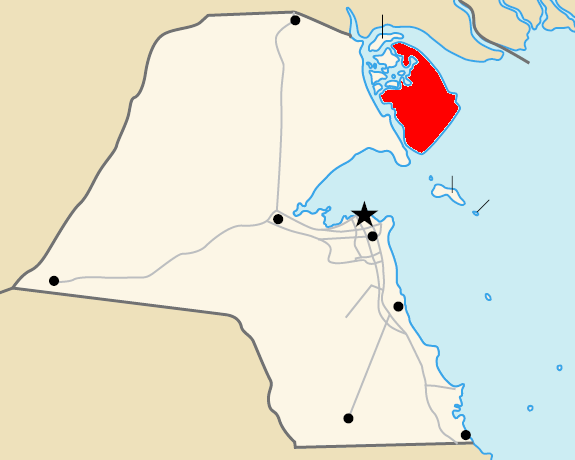
부비얀섬의 위치

부비얀섬(아랍어: جزيرة بوبيان)은 쿠웨이트 알자라주의 무인도로 쿠웨이트에서 가장 큰 섬이다. 페르시아만 북서부에 있으며 넓이는 863km2, 길이는 40km, 폭은 24km다. 지형은 거의 평평하고 해수소택지가 대부분을 덮었다. 와디가 있다.

## 같이 보기
- 쿠웨이트의 경제